# Aspasmodes briggsi
Aspasmodes briggsi är en fiskart som beskrevs av Smith, 1957. Aspasmodes briggsi ingår i släktet Aspasmodes och familjen dubbelsugarfiskar. Inga underarter finns listade.